# Kim Jung-jae
Kim Jung-jae (koreanisch 김정재; * um 1990) ist ein südkoreanischer Improvisationsmusiker (Tenorsaxophon, Komposition).

## Wirken
Kim Jung-jae lebt seit den 2010er Jahren in Europa und schloss sein Bachelorstudium 2016 in Maastricht ab. Seine Masterarbeit entstand zwischen 2018 und 2020 an der Universität Bergen.
Kim Jung-jae zog im Frühjahr 2022 nach Berlin. Dort hat er mit Alexander Frangenheim, Matthias Bauer und Axel Dörner zusammengearbeitet; außerdem spielte er in den Formationen Isotope Ensemble um Ernesto Rodrigues, im Trio Mø:San (mit Amund Nordstrøm, Finlay Hare), in Pan um Joel Haag, im Trio TriJJo (mit Henrik Wartel, Joel Haag) und in Water Music (mit Andreas Hesselberg Hatzikiriakidis, Isach Skeidsvoll, Peter Søreide). Mit Ernesto Rodrigues, Guilherme Rodrigues und Quentin Cholet entstand das kollaborative Album Taedong (2023), mit Axel Dörner, Guilherme Rodrigues und Stephen Flinn Chess Music (2023).
Mit dem Altsaxophonisten Sunjae Lee sowie den Schlagzeugern Junyoung Song und Sunki Kim (der mit Jung-Jae Kim im JJ Motion Quartett spielte) nahm er unter eigenem Namen 2023 in Seoul das Album Shamanism auf. „Auf dieser herausragenden Aufnahme liefern sie gemeinsam eine Reihe dynamischer Improvisationen von atemberaubender Klarheit, Dynamikumfang und Energie“, lobte Peter Margasak. Eyal Hareuveni zufolge gehört er zu den Musikern, die „die Klangästhetik des Saxophons erweitern.“ Bei Shamanism bediene er sich einer „fesselnden, rohen, ursprünglichen, intensiven und ritualistischen Sprache.“ Laut Tom Lord war er zwischen 2020 und 2024 an sechs Aufnahmesessions beteiligt.

## Diskographische Hinweise
- Mø:San: Mr. Mountain's Folktales (AMP Music & Records, 2023)
- TriJJo: Conversations with Snow (Creative Sources, 2024)
- Ernesto Rodrigues / Jung-jae Kim / Alvaro Rosso: Meari: Instant Waves (Creative Sources, 2024)
- Isotope Ensemble: Caesium (Creative Sources, 2025)